# بورس بوینس آیرس
بورس بوینس آیرس (اسپانیایی: Bolsa de Comercio de Buenos Aires‎) بازار بورس اوراق بهادار آرژانتین است، که فعالیت خود را از سال ۱۸۵۴ آغاز کرد.